# Eckabschrägung
Eine Eckabschrägung oder Eckabrundung ist ein gestalterisches Mittel, um recht-, spitz- oder stumpfwinkelige Grenzsituationen im Bauwesen geometrisch gefällig zu machen.

## Straßenplanung

Grenzeckabschrägung und ‑abrundung am Bolteweg in Berlin-Staaken (Kreuzung Cosmarweg)

Eckabschrägungen dienen bei der Trassenplanung im Ortstraßenbau dazu, durch Abkantung oder Abrundung der Grundstücksgrenzen an Straßenkreuzungen zusätzliche öffentliche Verkehrsflächen zur Verbreiterung der Ein- und Ausfahrtquerschnitte zu gewinnen. Unter Berücksichtigung des Schleppkurvenverhaltens von Fahrzeugen beim Durchfahren einer Kurve erfolgt damit eine fahrgeometrische Bemessung von Verkehrsanlagen durch Aufweitung von Kreuzungssituationen. Die daraus resultierende Verbreiterung der Seitenbereiche der Straße, insbesondere des Gehweges, ermöglicht trotz der Ausrundung der Bordsteinkantenführung die Beibehaltung einer bestimmten Gehwegbreite. Dies lässt ein einfacheres Abbiegen zu und dient damit der Verbesserung des Verkehrsflusses sowie durch einen besseren Einblick in die kreuzende Straße der Erhöhung der Verkehrssicherheit.
Eckabschrägungen werden meist, ausgehend von dem Schnittpunkt der geraden Verlängerung der Straßengrenzen, mit gleichmäßigen Schenkellängen zwischen drei und acht Metern geplant.
Da Einmündungssituationen an Straßen in aller Regel bogenförmig ausgeführt werden, kann eine Eckabschrägung auch viertelkreisförmig als Eckabrundung ausgeführt werden, womit der Eingriff in ein Eckbaugrundstück minimiert werden kann.
Mit sehr breiten Eckabschrägungen kann in Kreuzungsbereichen eine platzartige Erweiterung erreicht werden, wie dies beispielsweise am Moritzplatz oder am Rio-Reiser-Platz im Berliner Ortsteil Kreuzberg umgesetzt wurde.

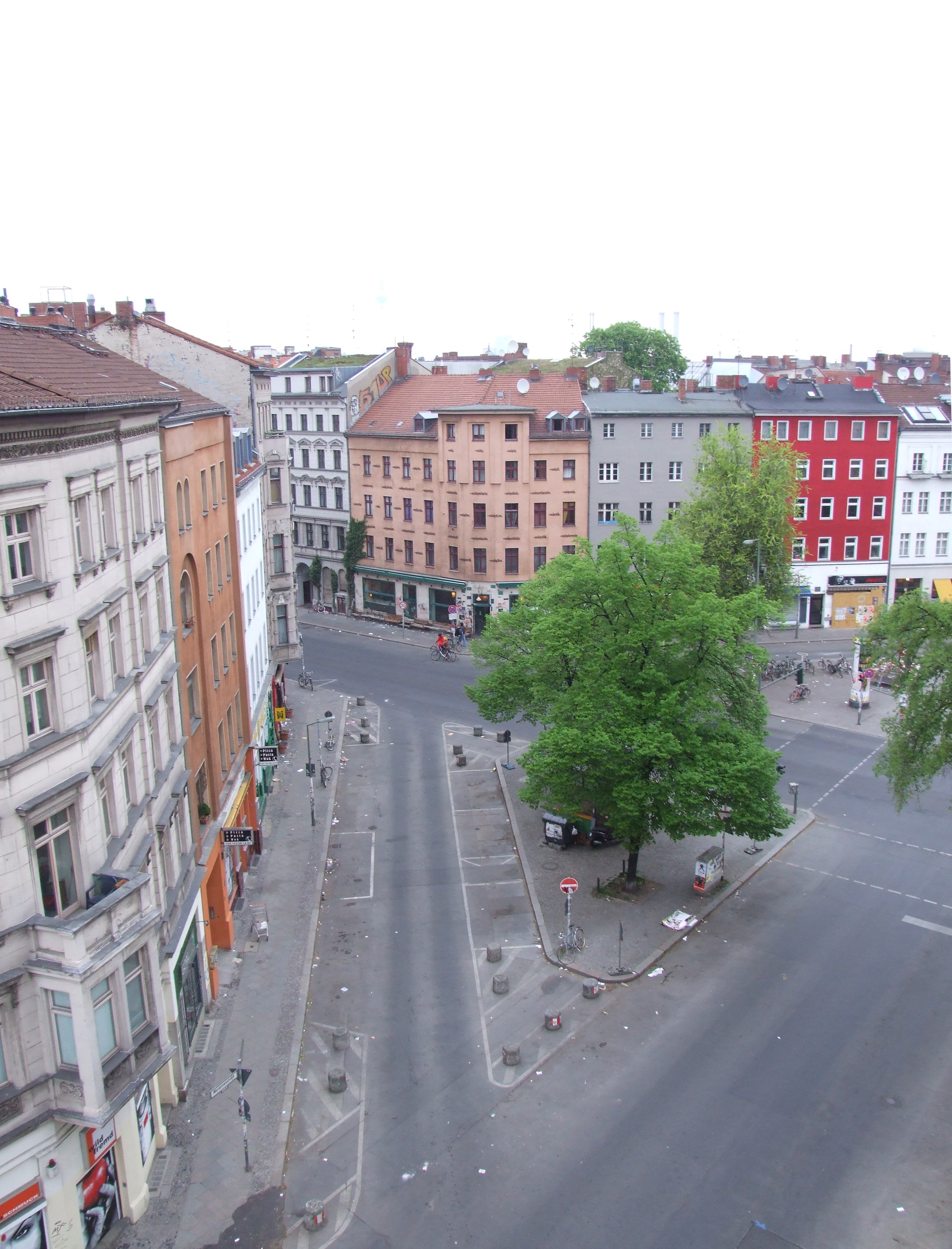
Eckabschrägung des Rio-Reiser-Platzes (vormals: Heinrichplatz) in Berlin-Kreuzberg
Grenzeckabrundung am Schwebelweg in Berlin-Staaken (Einmündung in die Maulbeerallee)
Grenzeckabschrägung an der Neuen Straße in Berlin-Staaken (Kreuzung Magistratsweg)
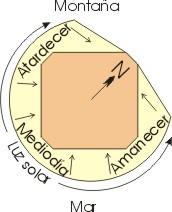
Block-Konzept mit abgeschrägten Ecken in Eixample, Spanien

## Gebäude

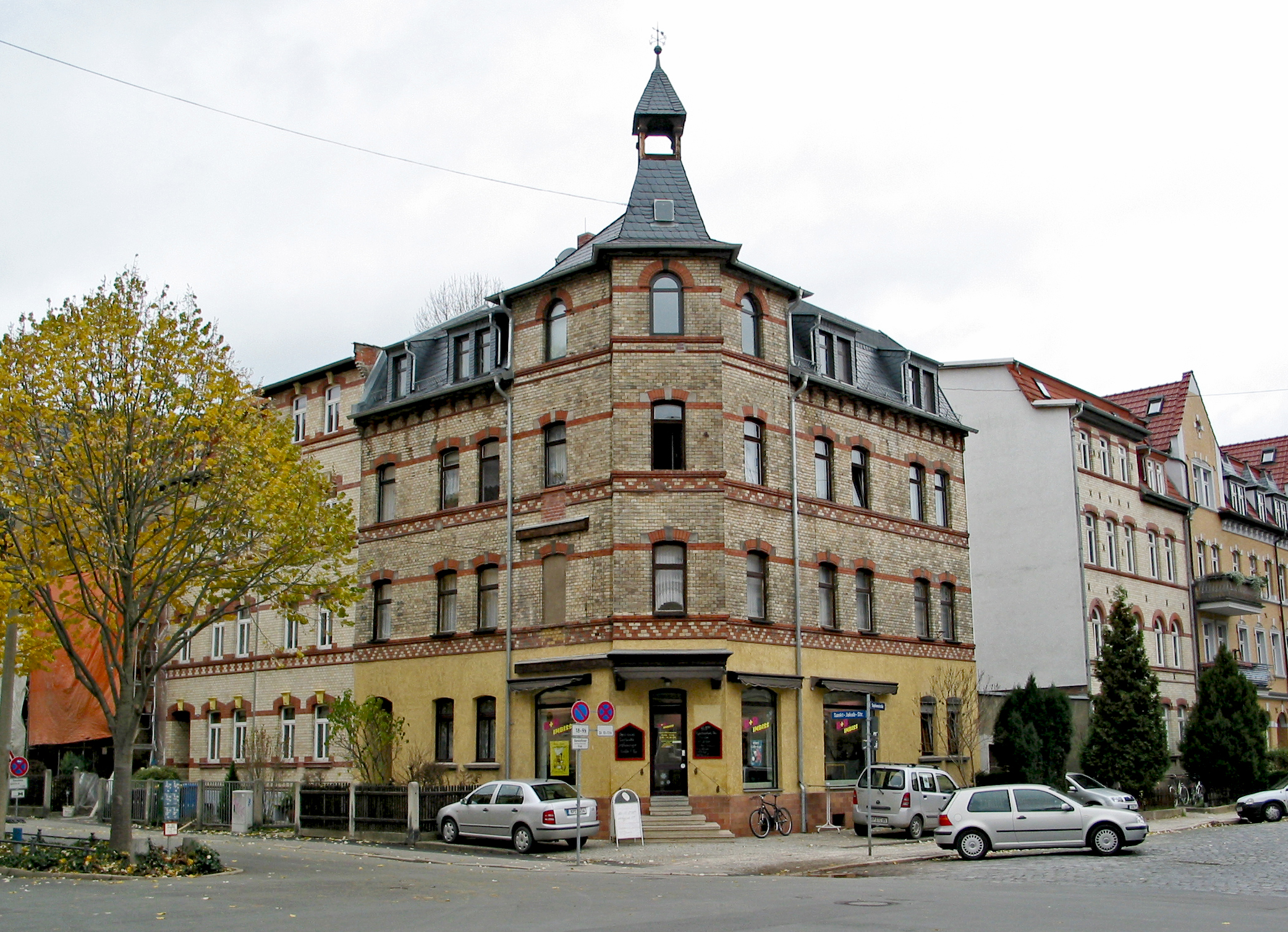
Eckabschrägung mit Ladenzugang an einem Gebäude in Jena

Die Abschrägung der Ecke eines an zwei Straßen liegenden Eckgebäudes dient oft dazu, die Ecksituation eines Gebäudes zu betonen und dort einen Eckeingang zu gewinnen, der für geschäftliche Nutzungen vorteilhaft sein kann, weil damit von den zwei sich kreuzenden Straßen unmittelbarer Zugang besteht.
Dem oft unschönen Eindruck der Eckabschrägung kann entgegengewirkt werden, dass die Abschrägung auf das Erdgeschoss beschränkt wird, das Gebäude in den oberen Geschossen aber durch Vorkragung in der Flucht der Gebäudeaußenwand ergänzt wird oder an der durch eine Abschrägung zusätzlich gewonnenen Fassade Balkone oder Erker angebracht werden. Eckabschrägungen kommen bei vielen verschiedenen Gebäudetypen vor, u. a. bei gründerzeitlichen Wohn- und Geschäftshäusern.
Eckabschrägungen bei Gebäuden werden in Berlin im 19. Jahrhundert eingeführt und – vor allem von Architekten und Bauhistorikern – als Berliner Ecke bezeichnet.

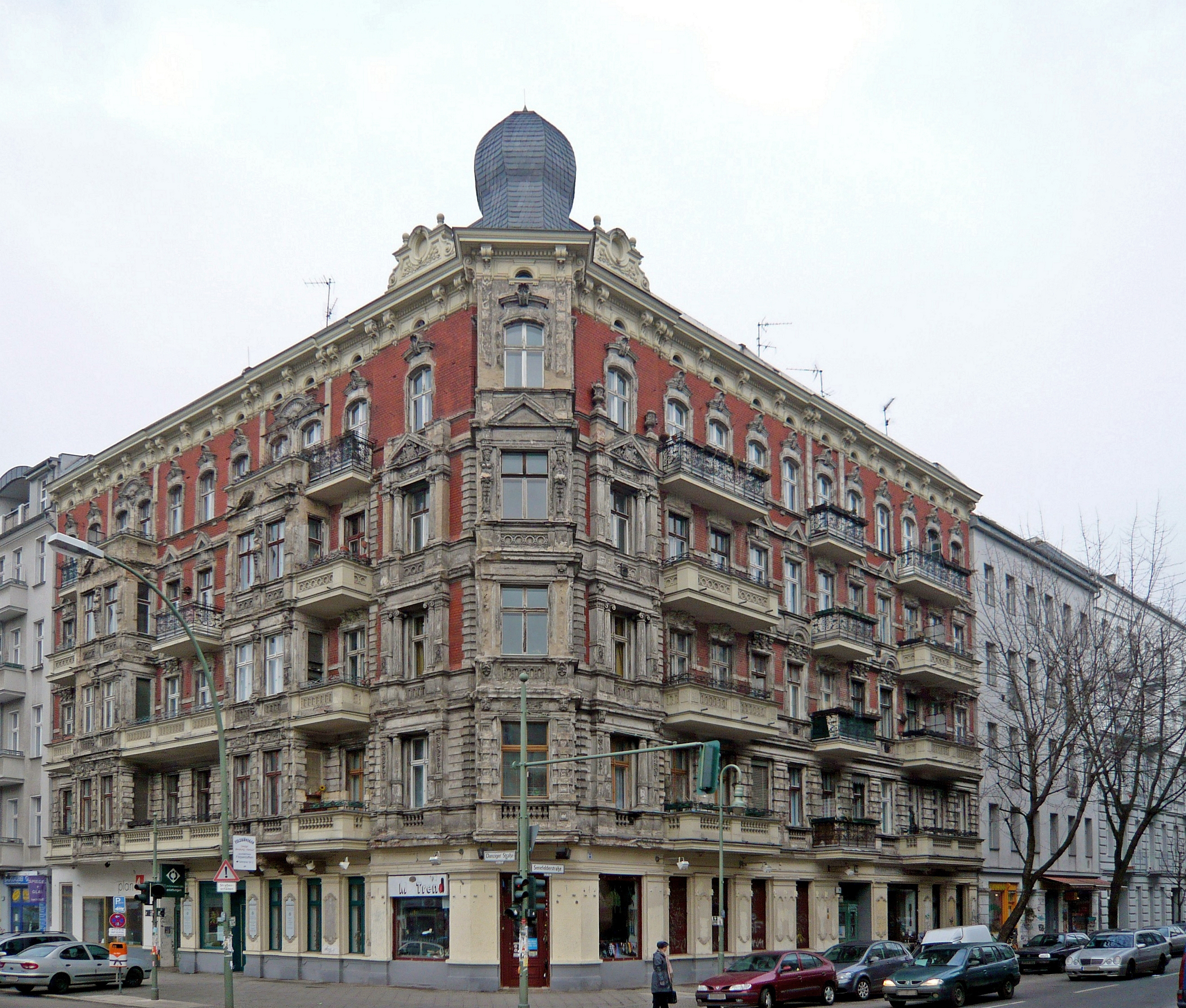
Eckabschrägung („Berliner Ecke“) an einem Gebäude in Berlin
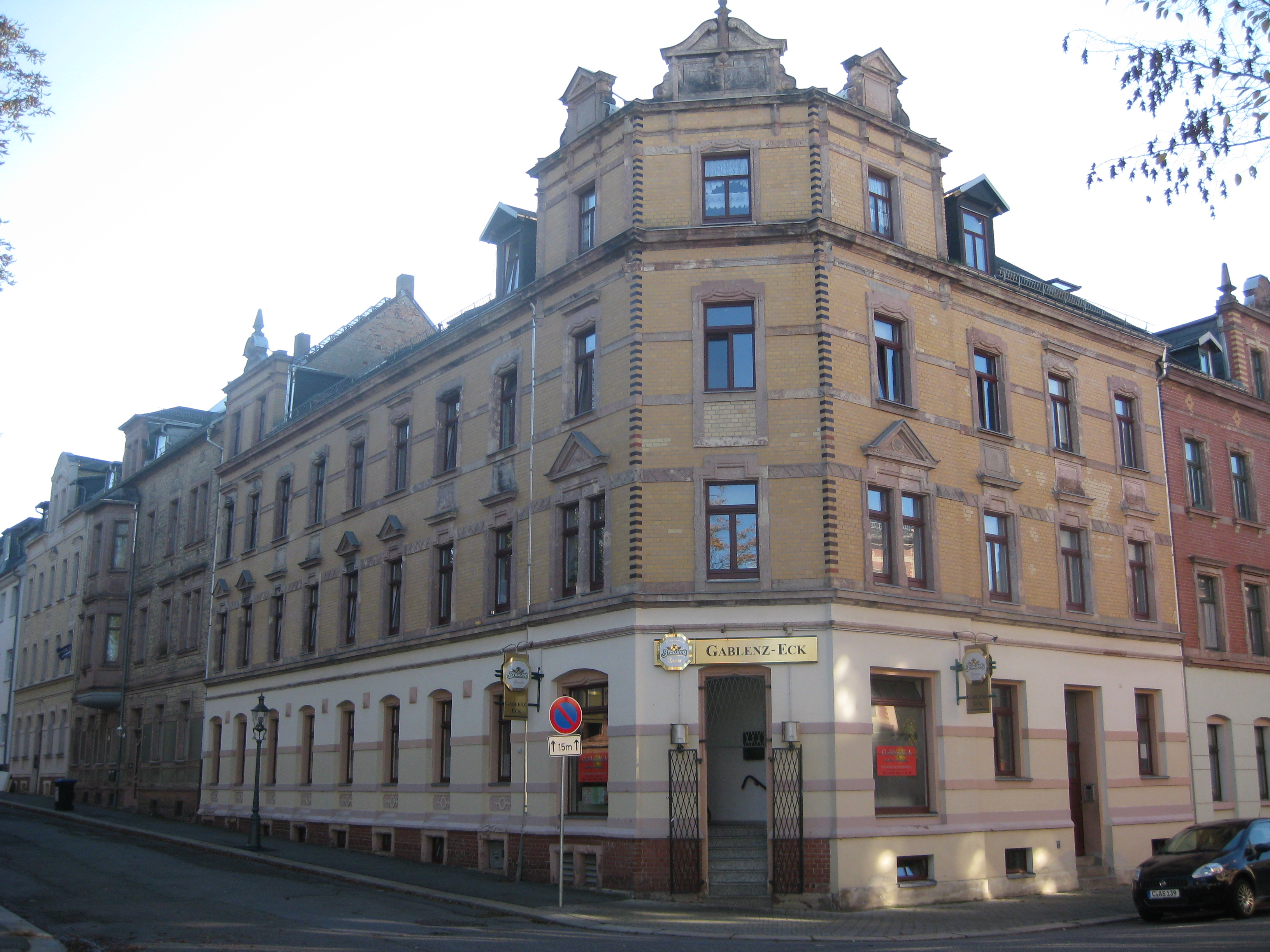
Eckabschrägung in Chemnitz-Gablenz
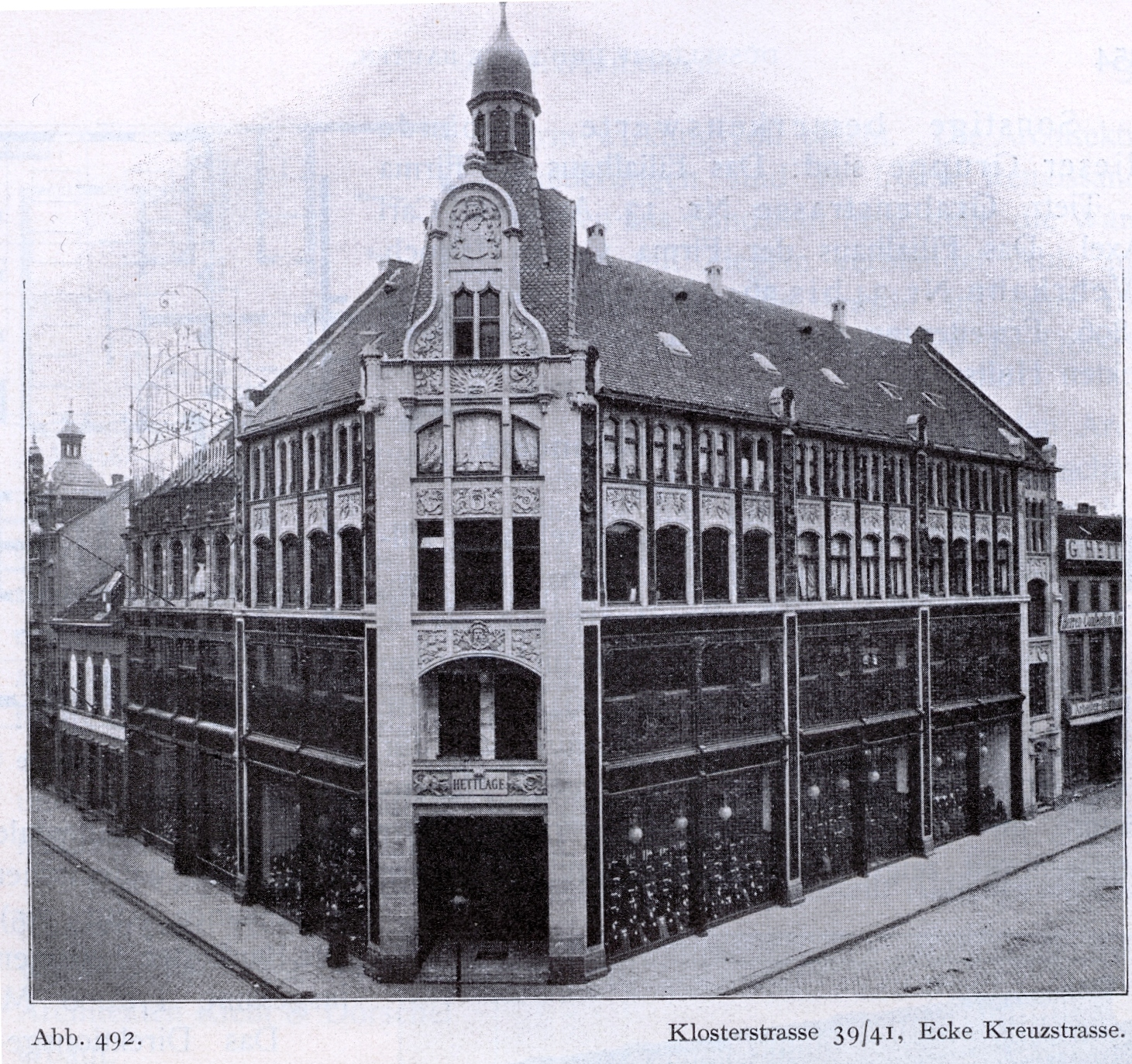
Eckabschrägung an einem Geschäftshaus in Düsseldorf
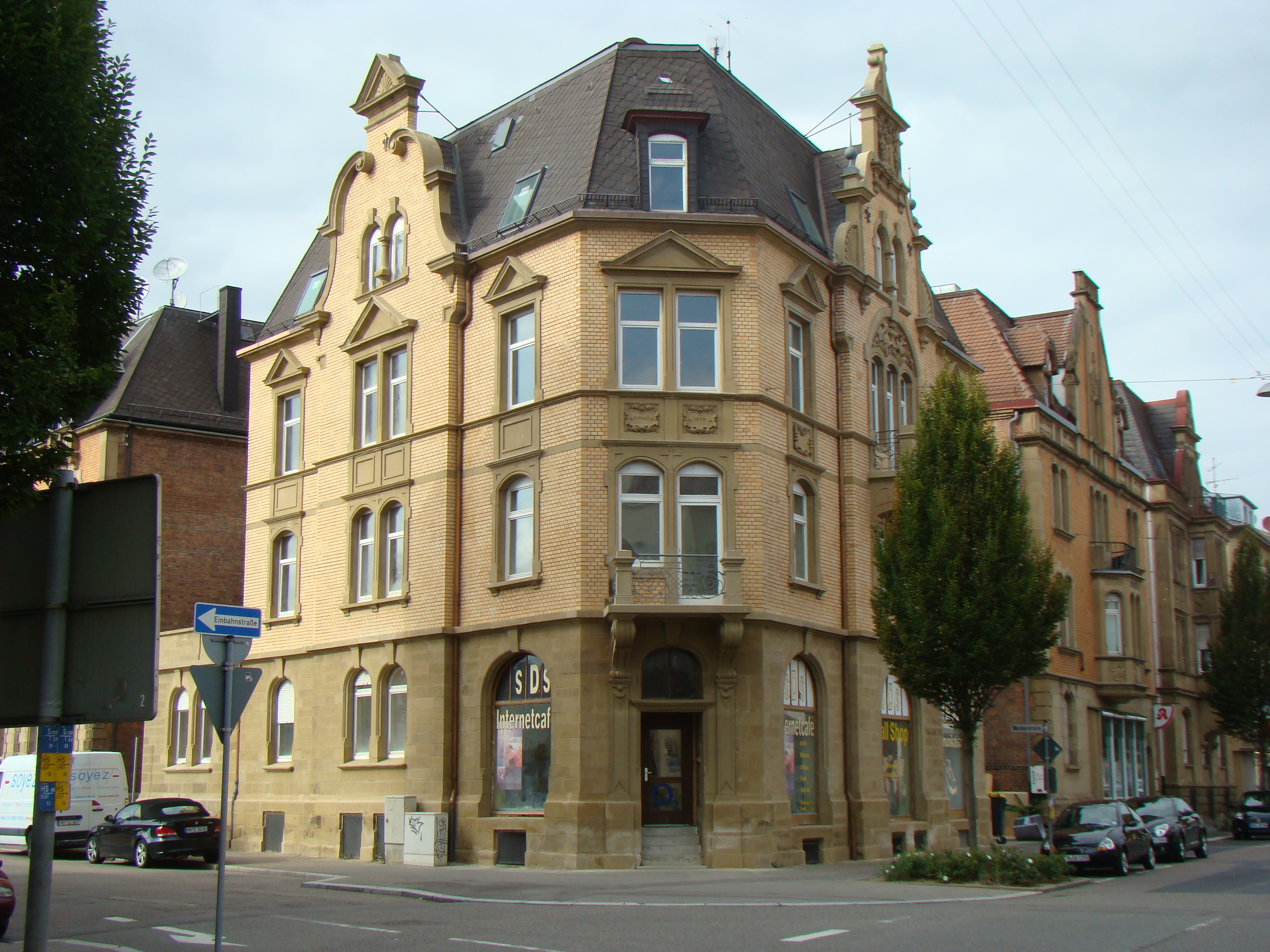
Eckabschrägung an einem Gebäude in Heilbronn
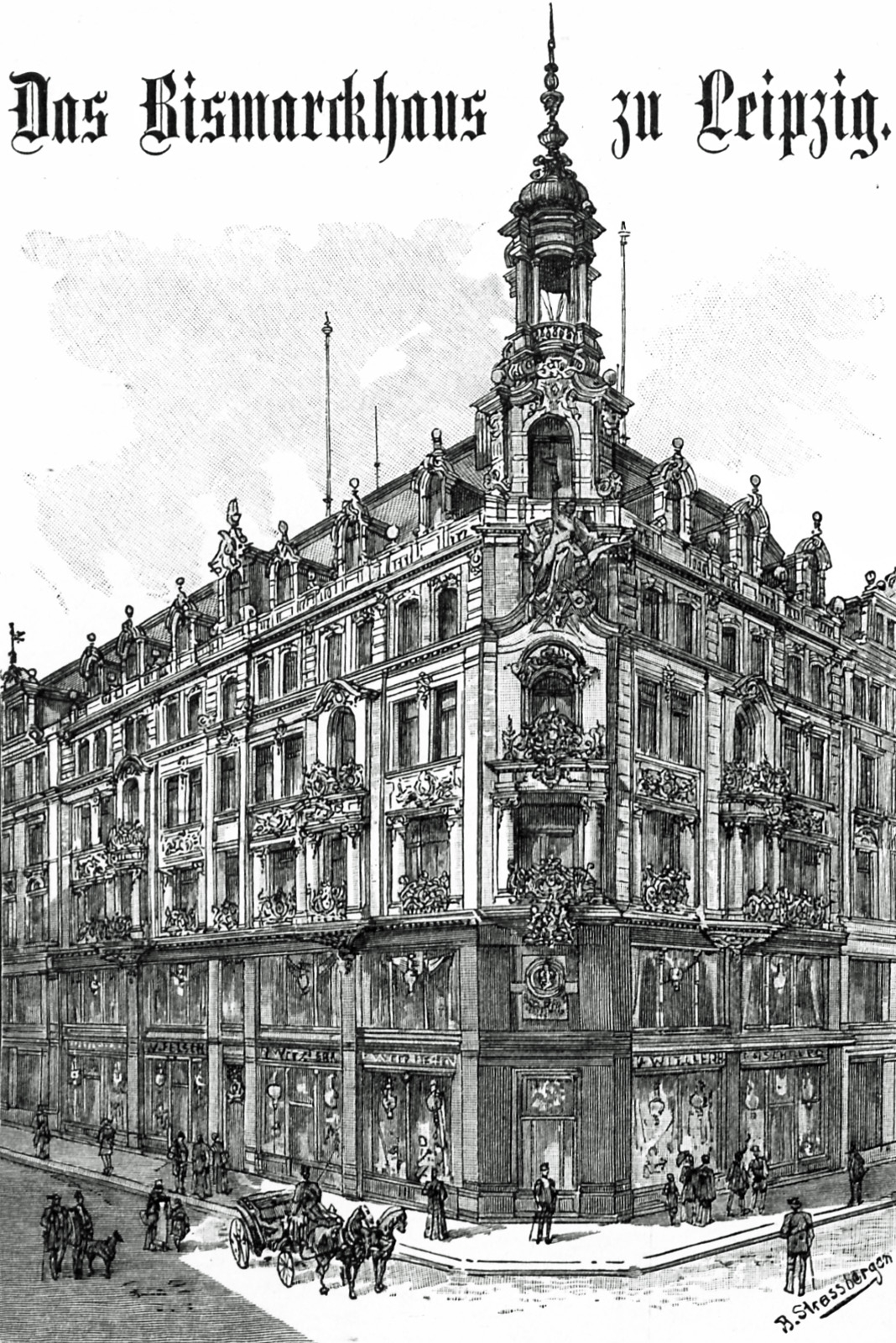
Eckabschrägung am Bismarckhaus in Leipzig, 1897
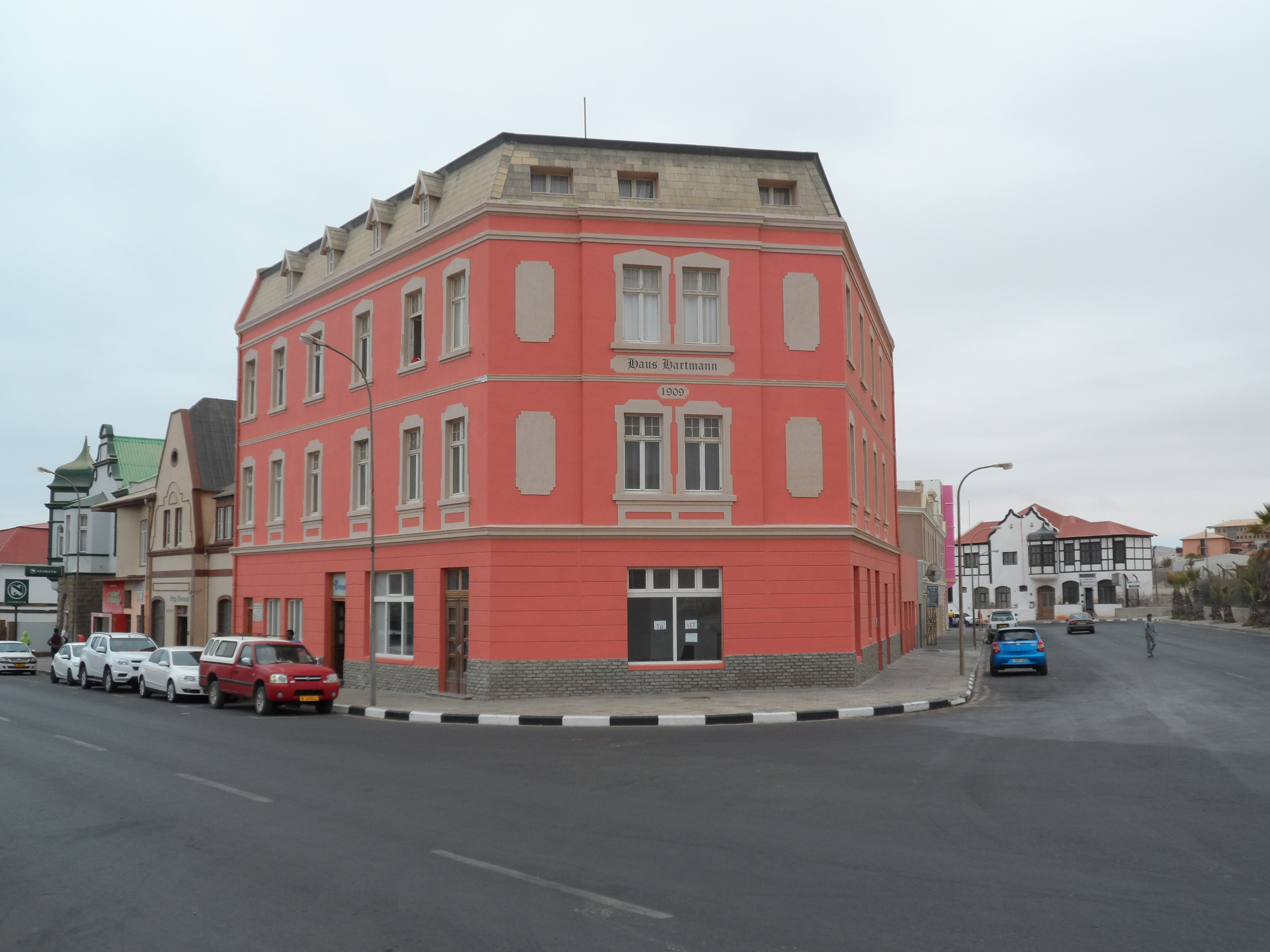
Eckabschrägung eines spitzwinkligen Gebäudes in Lüderitz, Namibia
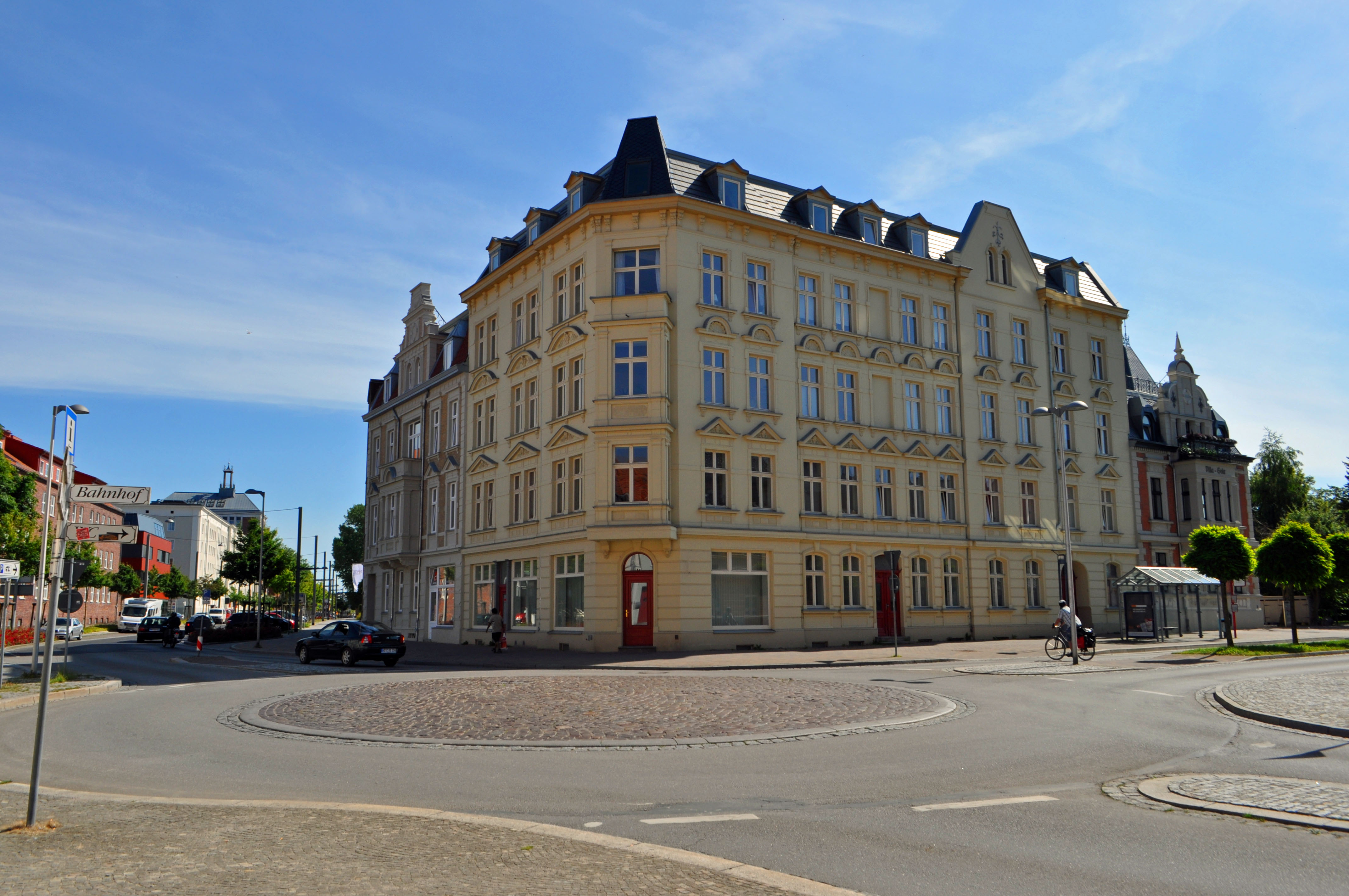
Eckabschrägung mit Erkervorbauten in den Obergeschossen an einem Gebäude in Stralsund
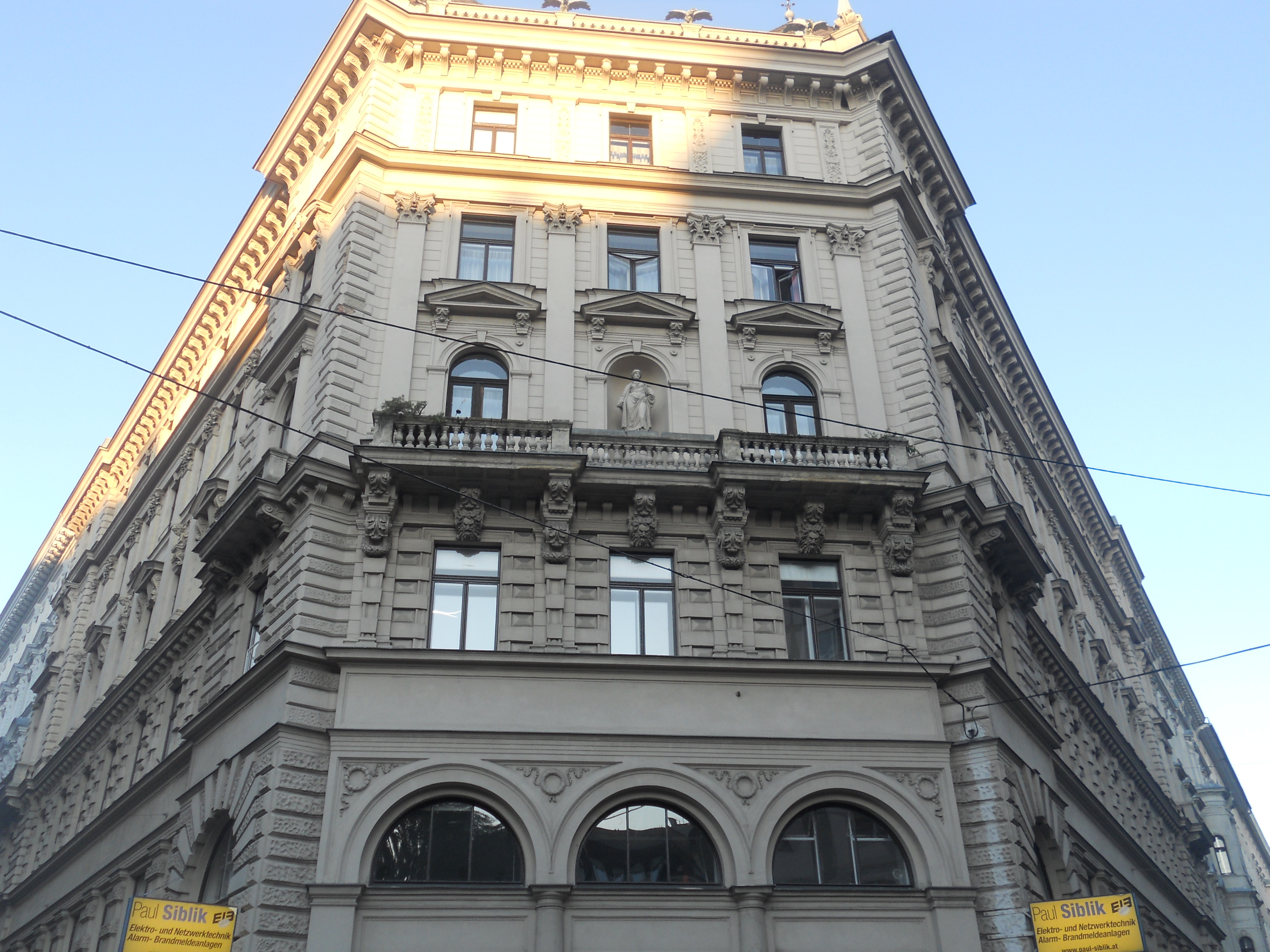
Eckabschrägung eines spitzwinkligen Gebäudes in Wien
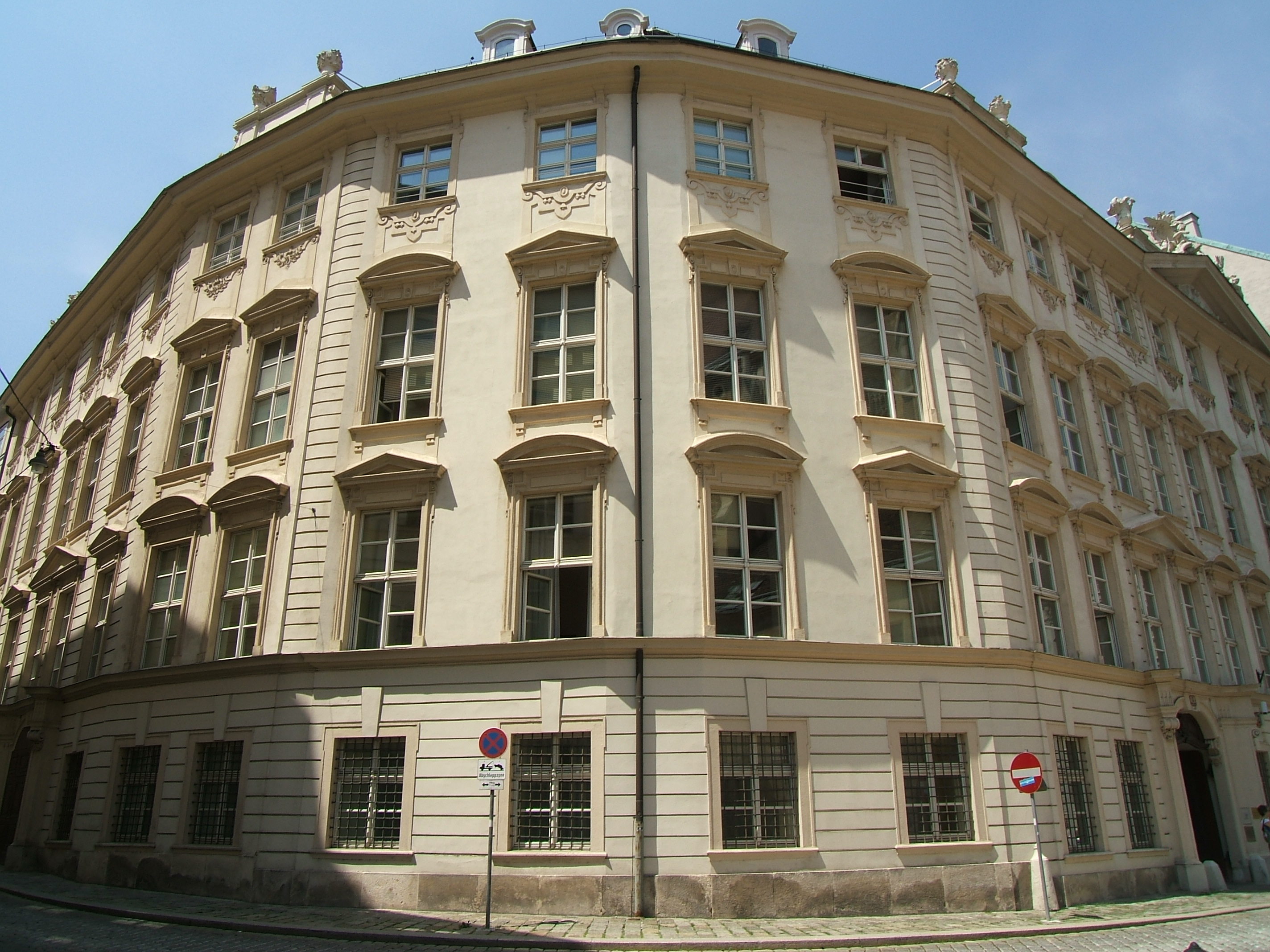
Dreifache Eckabschrägung eines spitzwinkligen Gebäudes in Wien